# Rabiola
Tiago André Coelho Lopes plus connu sous le nom de Rabiola, est un footballeur portugais, né le 25 juillet 1989 à Guimarães. Il évolue au poste d'attaquant.

## Carrière

### Les débuts
Rabiola fait ses grands débuts tout jeune à onze ans. Il commence sa formation dans un petit club de sa région au Brito SC. Il y reste seulement une saison avant de rejoindre un club plus reconnu. La saison suivante, il débarque au Vitória Guimarães, et il y poursuit tout le restant de sa formation sans changer de club.

### Vitória Guimarães
Chez les juniors durant la saison 2006-2007, il ne cesse d'impressionner[réf. souhaitée] chez les jeunes et l'entraîneur de l'époque Manuel Cajuda lui donne sa première titularisation durant la même saison où il s'impose chez les juniors. À la même époque, son équipe dispute la seconde division et effectue sa première partie en professionnel contre le GD Estoril-Praia (3-1) le 15 avril 2007 en jouant trente-quatre minutes de jeu. Après son premier match, il est sans cesse appelé lors des quatre suivants matchs de championnat. Durant son troisième match chez les pro, il obtient sa première titularisation avant de sortir en fin de match contre le Rio Ave FC. Tant d'efforts, le jeune Rabiola obtient son premier but chez les pros durant sa deuxième titularisation dès le coup d'envoi, en inscrivant un des six buts infligés contre le Portimonense SC (6-0) le 6 mai 2007. Au total dans la saison, il aura effectué cinq rencontres de championnat avec le Vitória. Après une promotion en première division, Rabiola reste fidèle à son club et fait ses grands débuts en première division portugaise. Jeune portugais plein de talent, il a beaucoup à faire mais obtient quand même quelques rencontres à son actif. Il fait ses grands débuts cette saison par un match en coupe de la ligue face au Sporting (0-0) où il joue les dernières minutes du match avant de rater un pénalty aux tirs au but. Rabiola fait ses grands débuts dans le championnat portugais en première division durant la 7e journée, contre la même équipe que celle contre laquelle il a joué en coupe de la ligue, le 6 octobre 2007 contre le Sporting, Rabiola joue la fin de rencontre. Rabiola montre que c'est un grand espoir et qu'il faudra compter sur lui à l'avenir, il inscrit son premier but en première division peu de temps après face à l'União de Leiria (2-1) le 26 octobre 2007. Il rentre à la quatre-vingtième minute et inscrit un but décisif à la quatre-vingt-quatrième minute ainsi donnant la victoire et trois points pour le Vitória. Ces belles performances ont attiré l’œil de grands clubs, comme le FC Porto qui convoitise l’intérêt du joueur durant le mercato hivernal. Jesualdo Ferreira l'amène à Porto durant le mercato, ainsi Rabiola laisse le Vitória avec un total de dix matches et deux buts.

### FC Porto, quelques passages en junior
Rabiola est présenté à Porto durant le mercato hivernal par le coach Jesualdo Ferreira. L'entraîneur le place dans un premier temps avec l'équipe juniors, afin d'avoir plus de temps de jeu. La concurrence est rude avec des joueurs comme Lisandro López ou Ricardo Quaresma. Cependant l'entraîneur mise sur Rabiola, sur un jeune joueur, un pari pour l'avenir. Il n'a pas énormément de temps de jeu, mais obtient tout de même une rencontre avec le FC Porto la même saison en coupe contre le Sertanense FC (4-0), où il rentre en fin de match à la place de Ernesto Farías. Rabiola revient jouer chez les jeunes la même année. La saison suivante, il est promu dans l'équipe première, mais il obtient beaucoup de concurrence à son poste. Il joue tout de même deux rencontres de championnats et quelques matches de coupes, sans réellement s'imposer. Par la suite, Jesualdo Ferreira décide de le prêter à différents clubs portugais, afin d'avoir du temps. Au total, il aura fait à ce jour six rencontres pour un but avec le FC Porto.

### Olhanense
Il arrive en prêt du FC Porto, avec l'objectif de s'imposer et d'avoir plus de temps de jeu. Rabiola s'impose très rapidement dans le système de jeu de Jorge Costa. Rabiola est un titulaire régulier dans le jeu de l'entraîneur, mais il n'arrive pas souvent à marquer ce qui fait, qu'il n'arrive pas à s'imposer et reprendre sa place de titulaire en fin de saison. Il sévit de la concurrence de Djalmir qui lui est plus adroit devant les buts. Cependant, il aura tout de même joué vingt-sept rencontres avec Olhanense pour un but toutes compétitions confondues. Son prêt est alors terminé, il revient à Porto, avant d'être prêté une nouvelle fois dans un autre club.

### Desportivo Aves
Son aventure à Olhanense étant terminée, il revient à Porto mais une nouvelle fois Rabiola ne s'impose pas concurrencé par des joueurs comme Hulk ou encore Radamel Falcao durant la pré-saison. Il se voit cette fois-ci prêté à un club de seconde division, au Desportivo Aves. Il s'impose très vite à Aves, et retrouve sa place de titulaire sur le terrain, celle qu'il avait perdue à Olhanense en fin de saison. Rabiola marque très vite les esprits du club et des supporters, en devenant très vite le meilleur buteur du championnat à la mi-saison. Cependant, il ne jouera plus par la suite, il sévit une longue blessure qui l'empêche de jouer jusqu'à la fin de la saison, et ainsi renoncer au titre de meilleur buteur de deuxième division. Il met un terme à son aventure, réussit avec le Desportivo Aves de vingt-et-un match pour neuf buts toutes compétitions confondues, dont huit buts pour quatorze matchs de championnat.

### Feirense
Le CD Feirense s'intéresse de très près à Rabiola en début de saison, et le FC Porto se voit de le prêter une nouvelle fois. Il rejoint la formation de Santa Maria da Feira ex-pensionnaire de deuxième division. Rabiola est lancé en début de saison par son entraîneur, en place de titulaire mais toutefois il ne s'impose pas. Il en est actuellement pour neuf matches pour un but toutes compétitions confondues.

## Statistiques
| Saison                | Club                   | Championnat           | Championnat | Championnat | Coupe nationale | Coupe nationale | Coupe de la Ligue | Coupe de la Ligue | Supercoupe | Supercoupe | Compétition(s) continentale(s) | Compétition(s) continentale(s) | Compétition(s) continentale(s) | Sélection   | Sélection | Sélection | Total | Total |
| Saison                | Club                   | Division              | M.          | B.          | M.              | B.              | M.                | B.                | M.         | B.         | Comp.                          | M.                             | B.                             | Équipe      | M.        | B.        | M.    | B.    |
| 2006-2007             | Vitória Guimarães      | 2                     | 5           | 1           | 0               | 0               | -                 | -                 | -          | -          | -                              | -                              | -                              | -           | -         | -         | 5     | 1     |
| 2007-2008             | Vitória Guimarães      | 1                     | 4           | 1           | 0               | 0               | 1                 | 0                 | -          | -          | -                              | -                              | -                              | U19         | 2         | 0         | 7     | 1     |
| Sous-total            | Sous-total             | Sous-total            | 9           | 2           | 0               | 0               | 1                 | 0                 | -          | -          | -                              | -                              | -                              | -           | 2         | 0         | 12    | 2     |
| 2007-2008             | FC Porto               | 1                     | 0           | 0           | 1               | 0               | 0                 | 0                 | -          | -          | C1                             | 0                              | 0                              | U19         | 6         | 1         | 7     | 1     |
| 2008-2009             | FC Porto               | 1                     | 2           | 0           | 1               | 0               | 2                 | 1                 | 0          | 0          | C1                             | 0                              | 0                              | U19 Espoirs | 3 2       | 1 0       | 10    | 2     |
| Sous-total            | Sous-total             | Sous-total            | 2           | 0           | 2               | 0               | 2                 | 1                 | 0          | 0          | -                              | 0                              | 0                              | -           | 11        | 2         | 17    | 3     |
| 2009-2010             | SC Olhanense (prêt)    | 1                     | 26          | 3           | 0               | 0               | 1                 | 0                 | -          | -          | -                              | -                              | -                              | Espoirs     | 4         | 0         | 31    | 3     |
| Sous-total            | Sous-total             | Sous-total            | 26          | 3           | 0               | 0               | 1                 | 0                 | -          | -          | -                              | -                              | -                              | -           | 4         | 0         | 31    | 3     |
| 2010-2011             | Desportivo Aves (prêt) | 2                     | 14          | 8           | 1               | 0               | 6                 | 1                 | -          | -          | -                              | -                              | -                              | -           | -         | -         | 21    | 9     |
| Sous-total            | Sous-total             | Sous-total            | 14          | 8           | 1               | 0               | 6                 | 1                 | -          | -          | -                              | -                              | -                              | -           | -         | -         | 21    | 9     |
| 2011-2012             | CD Feirense            | 1                     | 8           | 1           | 1               | 0               | 0                 | 0                 | -          | -          | -                              | -                              | -                              | -           | -         | -         | 9     | 1     |
| Sous-total            | Sous-total             | Sous-total            | 8           | 1           | 1               | 0               | 0                 | 0                 | -          | -          | -                              | -                              | -                              | -           | -         | -         | 9     | 1     |
| 2012-2013             | Desportivo Aves        | 2                     | 24          | 14          | 3               | 1               | 4                 | 5                 | -          | -          | -                              | -                              | -                              | -           | -         | -         | 31    | 20    |
| Sous-total            | Sous-total             | Sous-total            | 24          | 14          | 3               | 1               | 4                 | 5                 | -          | -          | -                              | -                              | -                              | -           | -         | -         | 31    | 20    |
| 2012-2013             | SC Braga B             | 2                     | 13          | 3           | 0               | 0               | 0                 | 0                 | -          | -          | -                              | -                              | -                              | -           | -         | -         | 13    | 3     |
| Sous-total            | Sous-total             | Sous-total            | 13          | 3           | 0               | 0               | 0                 | 0                 | -          | -          | -                              | -                              | -                              | -           | -         | -         | 13    | 3     |
| 2013-2014             | Piast Gliwice (prêt)   | 1                     | 16          | 0           | 0               | 0               | 0                 | 0                 | -          | -          | -                              | -                              | -                              | -           | -         | -         | 16    | 0     |
| 2013-2014             | Piast Gliwice B (prêt) | 4                     | 3           | 0           | 0               | 0               | 0                 | 0                 | -          | -          | -                              | -                              | -                              | -           | -         | -         | 3     | 0     |
| Sous-total            | Sous-total             | Sous-total            | 19          | 0           | 0               | 0               | 0                 | 0                 | -          | -          | -                              | -                              | -                              | -           | -         | -         | 19    | 0     |
| 2014-2015             | FC Penafiel            | 1                     | 26          | 6           | 2               | 0               | 2                 | 2                 | -          | -          | -                              | -                              | -                              | -           | -         | -         | 30    | 8     |
| Sous-total            | Sous-total             | Sous-total            | 26          | 6           | 2               | 0               | 2                 | 2                 | -          | -          | -                              | -                              | -                              | -           | -         | -         | 30    | 8     |
| 2015-2016             | Académica              | 1                     | 22          | 2           | 2               | 0               | 0                 | 0                 | -          | -          | -                              | -                              | -                              | -           | -         | -         | 24    | 2     |
| Sous-total            | Sous-total             | Sous-total            | 22          | 2           | 2               | 0               | 0                 | 0                 | -          | -          | -                              | -                              | -                              | -           | -         | -         | 24    | 2     |
| 2016-2017             | FC Paços Ferreira      | 1                     | 0           | 0           | 0               | 0               | 0                 | 0                 | -          | -          | -                              | -                              | -                              | -           | -         | -         | 0     | 0     |
| Sous-total            | Sous-total             | Sous-total            | 0           | 0           | 0               | 0               | 0                 | 0                 | -          | -          | -                              | -                              | -                              | -           | -         | -         | 0     | 0     |
| Total sur la carrière | Total sur la carrière  | Total sur la carrière | 163         | 35          | 15              | 3               | 16                | 9                 | 0          | 0          | -                              | 0                              | 0                              | Portugal    | 17        | 2         | 211   | 49    |

## Sélection nationale
Rabiola fait ses grands débuts avec la sélection nationale chez les jeunes. Il fait ses grands débuts internationaux durant sa deuxième saison pro, en effectuant sa première sélection chez les -19, le 4 septembre 2007 contre l'Irlande (1-0) où il effectue toute la première mi-temps. Rabiola effectue de nombreux matches amicaux avec la sélection des -19 et inscrit également son premier but international contre la Roumanie. Au total, il y sera à onze rencontres pour deux buts à son compteur.
Après les -19, Rabiola refait son apparition mais cette fois pour les espoirs, et il est retenu dans le groupe pro de Rui Caçador pour disputer le tournoi de Toulon avec le Portugal. Il fait son grand début avec les espoirs face à un match contre le Chili (0-1) où il jouera la fin du match. Lui et son équipe n'arrivent pas à passer le premier tour des phases de groupe, il aura joué deux des trois rencontres. Il y jouera tout de même quelques rencontres des éliminatoires de l'Euro 2011 sans néanmoins parvenir à qualifier son pays pour la phase finale. Au total, il y restera à six rencontres pour aucun but marqué.

## Palmarès
| FC Porto - Coupe du Portugal (1) : - Vainqueur : 2008-09. - Finaliste : 2007-08. - Championnat du Portugal (1) : - Vainqueur : 2008-09. |